# Tiens
Het Tiens is het dialect dat men in de Vlaams-Brabantse stad Tienen spreekt; bij uitbreiding bedoelt men er ook de taal van zijn directe omgeving mee.
In het Hageland spreekt men Brabantse dialecten, maar ten gevolge van hun geografische ligging hebben ze bepaalde invloeden van het Limburgs ondergaan. Dit is onder meer in Tienen duidelijk.

## Belangrijke grenzen

### Getelijn
In het oosten van ons gebied treffen we de oude grens aan tussen het hertogdom Brabant en het graafschap Loon: Donk, Rummen, Grazen, Binderveld waren Loons, de rest van het gebied was Brabants.
Een hele bundel isofonen valt juist of ongeveer samen met deze oude grens. Omdat deze grens eerst de Gete volgt en daarna de Kleine Gete, sprak prof. Pauwels van de Getelijn. Deze lijn (of eerder grenzenbundel) is de meest karakteristieke scheidingslijn tussen het Brabants en het Limburgs.
De grenzenbundel van de Getelijn omvat 26 isofonen. Een voorbeeld:
| Nederlands | Ten westen van de Getelijn | Ten oosten van de Getelijn |
| ---------- | -------------------------- | -------------------------- |
| erwt       | èt, éèt, jèèt, eat, aat    | èert (met r!)              |
| staart     | stéèt, stéjet, stèat       | stat                       |
| naald      | noil, nuil, nal            | noewel                     |
| dertig     | dètech                     | datech                     |
| ...        | ...                        | ...                        |

### Uerdingerlijn
De belangrijkste dialectgrens in het Hageland is de Uerdinger linie. Ze vertrekt op de taalgrens ten noorden van het Waalse dorpje Bevekom en loopt in noordoostelijke richting ten oosten van de gemeenten Opvelp, Neervelp, Vertrijk, Boutersem, Lubbeek, Sint-Joris-Winge, Onze-Lieve-Vrouw Tielt, Scherpenheuvel en Zichem. Verder loopt de U-lijn door het noordwesten van Belgisch-Limburg, het uiterste zuidoosten van Noord-Brabant en het noorden van Nederlands-Limburg. In Duitsland gaat ze over de Rijn te Uerdingen (vandaar de naam).
Het meest opvallende kenmerk is de uitspraak van de persoonlijke voornaamwoorden "ik, mij, u". Ten oosten van de U-lijn zegt men ich, mich, oech, ten westen ik, ma, a/oe. Daarom spreekt men ook van de ich/mich-lijn. Maar: Diest (ich, mich/ma, a/oe) zit te paard op de U-lijn. Voor Tienen kunnen we nog och (= ook) toevoegen en Kumtich. De overgang van k naar ch is een gevolg van de Hoogduitse klankverschuiving. We kunnen het fenomeen vergelijken met de kringen in een vijver waarin je een steen hebt geworpen. De laatste kringen sterven uit tussen Roosbeek en Boutersem met de ch van ich, mich, oech, och.

### Umlaut in verkleinwoorden
| Vergelijk: | grondvorm | diminutief |
| ---------- | --------- | ---------- |
|            | appel     | èppelke    |
|            | pak       | pèkske     |

De a in de eerste lettergreep veranderde in e ten gevolge van een oorspronkelijke i in een volgende lettergreep: èppelke uit ouder appelkīn. Bij het uitspreken van het woord zette de tong zich al in de stand om de i te gaan uitspreken. Hierdoor klonk de a niet meer als a, maar als e. Op de klinkerdriehoek is deze overgang duidelijk. Een e boven een a geschreven veranderde in 2 streepjes en vervolgens in 2 puntjes: cf. de bekende umlaut-aanduiding in het Duits!

### Ontrondingslijn
Aan de westelijke zijde van het Hageland ligt de ontrondingslijn, met Leuven als voornaamste centrum. In dit gebied worden sommige klinkers NIET met lippenronding uitgesproken. Vergelijk: paraplu tegenover Leuvens paraplie.
De meest oostelijke gemeenten die deze ontronding vertonen zijn: Leuven, Kessel-Lo, Linden, Kortrijk-Dutsel, Sint-Pieters-Rode, Nieuwrode, Gelrode, Werchter, Tremelo.

### Aanblazing van h
De h wordt in het Hageland al of niet uitgesproken (op de kaart met zwarte streepjes aangeduid). De hond klinkt als den ond, als de h niet wordt uitgesproken.
De h wordt bewaard in het noordoosten van het Hageland. De scheidingslijn loopt ten zuiden of westen van de gemeenten Betekom, Gelrode, Nieuwrode, Houwaart, Kiezegem, Binkom, Vissenaken, Wever, Hoeleden, Oplinter en Wommersom. Opvallend is dat de steden Aarschot, Diest en Zoutleeuw h-loze eilandjes vormen te midden van het gebied met bewaarde h. Het verlies van h is hier kenmerkend voor een stadsdialect.

## Conservering en cultivering

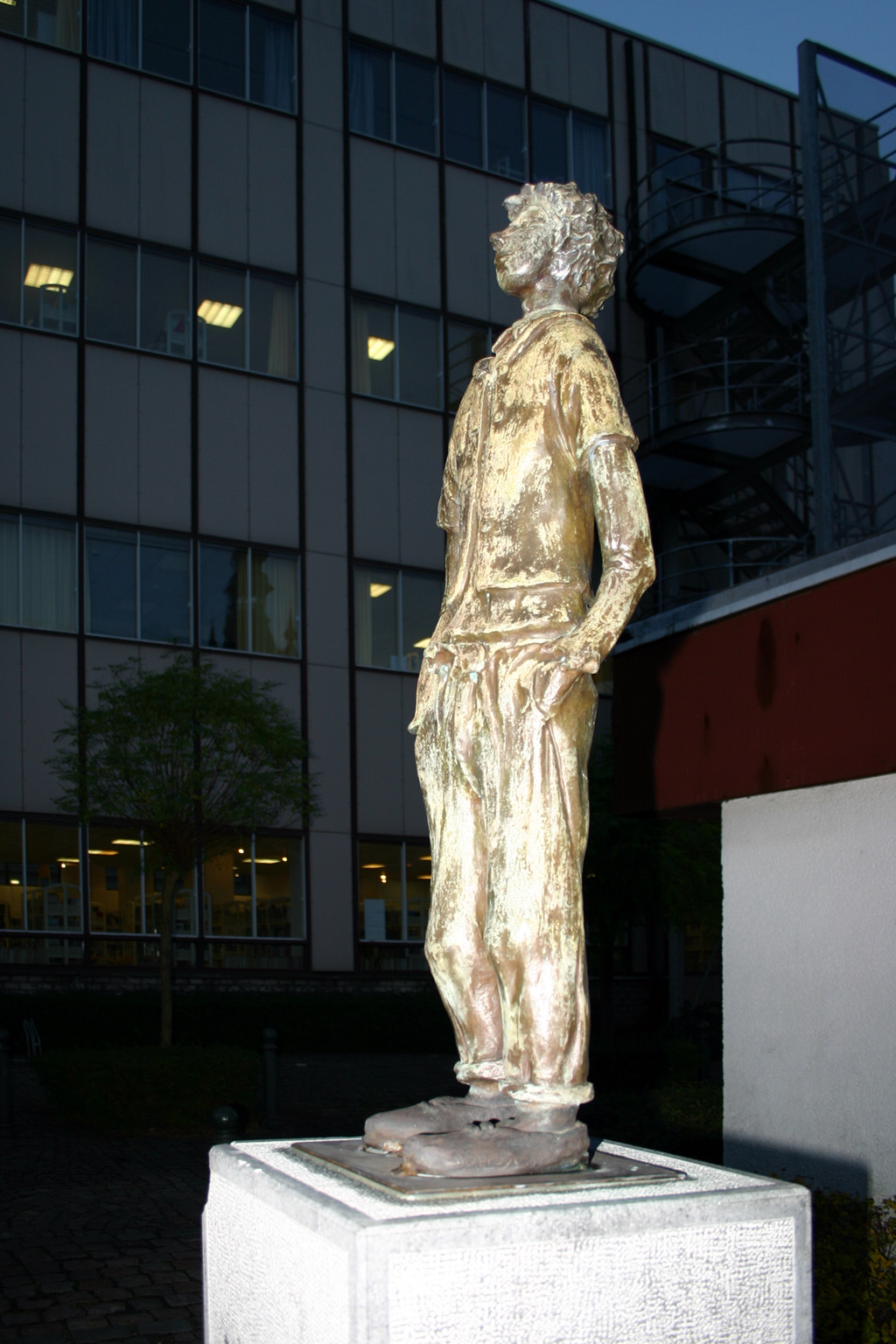
Pikke Stijkès

### Pikke Stijkès
Het Tiens wordt in autochtone kringen nog steeds vrij veel gesproken in de stad Tienen, maar zoals bij de meeste dialecten gaat het gebruik ervan achteruit. Er worden regelmatig activiteiten georganiseerd die het dialect als thema hebben. Literatuur in het Tiens is niet in overvloed aanwezig. Een bekend voorbeeld is het volksboek Pikke Stijkès van schrijver Leon Rubbens (1901 - 1981). Dit boek wordt thans (2006) door de gemeente Tienen in korte ingesproken fragmenten online gezet.

### Spaile bè de maais
Elk dialect heeft een bekende zin. Alleen de autochtonen kunnen hem correct uitspreken.
In Tienen is de zin een vraag: Go ge mai bè de mais spaile oep de braai van 't kottegoar onder de beumkes?
In 2006 is een kunstwerk van Daniel De Ruyter dat bij deze zin aansluit op de Grote Markt geplaatst.